# Melanogaster hirtella
Melanogaster hirtella là một loài ruồi trong họ Ruồi giả ong (Syrphidae). Loài này được Loew mô tả khoa học đầu tiên năm 1843. Melanogaster hirtella phân bố ở vùng Cổ Bắc giới (Đan Mạch)